# Elisabetta di Anhalt-Zerbst
Elisabetta di Anhalt-Zerbst (Zerbst, 15 settembre 1563 – Crossen, 8 novembre 1607) nacque principessa di Anhalt-Zerbst e divenne Elettrice del Brandeburgo dopo il matrimonio.

## Biografia
Elisabetta era figlia di Gioacchino Ernesto, Principe di Anhalt (1536–1585), nata dal suo primo matrimonio con Agnese di Barby (1540–1569), figlia del Conte Wolfango I di Barby.
Il 6 ottobre 1577 sposò Giovanni Giorgio (1525–1598), nel castello di Letzlingen. Suo marito aveva quasi 40 anni più di lei. Elisabetta era la sua terza moglie, ed era di 16 anni più giovane del suo figlioccio, Gioacchino Federico. Il matrimonio venne celebrato senza molto sfarzo, e ad Elisabetta vennero promessi quale controdote un appannaggio di 400 fiorini l'anno. Elisabetta portò in dote 15000 talleri e ricevette in appannaggio vedovile, oltre ad una considerevole pensione, la città di Crossen (odierna Crossen an der Elster), incluso il Castello, più il distretto e la città di Züllichau ed i possedimenti di Bobrowice (in tedesco Bobersberg).
Elisabetta fu la mecenate dell'erudito Leonhard Thurneysser. Dopo la morte del marito, indebolita dalle gravidanze, si ritirò col figlio minore nella sua sede vedovile, a Crossen. È sepolta nella cripta degli Hohenzollern nel Duomo di Berlino.

## Discendenti
Dal suo matrimonio con Giovanni Giorgio di Brandeburgo nacquero i seguenti figli:
1. Cristiano (1581–1655)
2. Maddalena (7 gennaio 1582 – 4 maggio 1616), che nel 1598 sposò il Langravio Luigi V d'Assia-Darmstadt
3. Gioacchino Ernesto (1583–1625)
4. Agnese (1584–1629), sposata:
  1. nel 1604 al Duca Filippo Giulio di Pomerania;
  2. in 1628 al Duca Francesco Carlo di Sassonia-Lauenburg
5. Federico (1588–1611)
6. Elisabetta Sofia di Brandeburgo (13 luglio 1589 – 24 dicembre 1629), che sposò:
  1. nel 1613 il Reichsfürst (Principe) Janusz Radziwiłł;
  2. il 27 febbraio 1628 il Duca Giulio Enrico di Sassonia-Lauenburg
7. Dorotea Sibilla (19 ottobre 1590 – 9 marzo 1625), che sposò nel 1610 il Duca Giovanni Cristiano di Brieg
8. Giorgio Alberto (1591–1615)
9. Sigismondo (20 novembre 1592 – 30 aprile 1640)
10. Giovanni (1597–1627)
11. Giovanni Giorgio (1598–1637)

## Ascendenza
|                              |   |                             | Genitori                  |  |  | Nonni |  |  | Bisnonni |  |  | Trisnonni |  |
|                              |   |                             |                           |  |  |       |  |  | …        |  |  | …         |  |
|                              |   |                             |                           |  |  |       |  |  | …        |  |  | …         |  |
|                              |   | …                           |                           |  |  |       |  |  | …        |  |  |           |  |
| Giovanni II di Anhalt-Dessau |   |                             |                           |  |  |       |  |  | …        |  |  |           |  |
|                              |   | …                           | …                         |  |  |       |  |  |          |  |  |           |  |
|                              |   | …                           | …                         |  |  |       |  |  |          |  |  |           |  |
|                              |   | …                           | …                         |  |  |       |  |  |          |  |  |           |  |
| Gioacchino Ernesto di Anhalt |   | …                           |                           |  |  |       |  |  |          |  |  |           |  |
|                              |   | Gioacchino I di Brandeburgo | Giovanni I di Brandeburgo |  |  |       |  |  |          |  |  |           |  |
|                              |   | Gioacchino I di Brandeburgo | Giovanni I di Brandeburgo |  |  |       |  |  |          |  |  |           |  |
|                              |   | Gioacchino I di Brandeburgo | Margherita di Sassonia    |  |  |       |  |  |          |  |  |           |  |
| Margherita di Brandeburgo    |   | Gioacchino I di Brandeburgo |                           |  |  |       |  |  |          |  |  |           |  |
|                              |   | Elisabetta di Danimarca     | Giovanni di Danimarca     |  |  |       |  |  |          |  |  |           |  |
|                              |   | Elisabetta di Danimarca     | Giovanni di Danimarca     |  |  |       |  |  |          |  |  |           |  |
|                              |   | Elisabetta di Danimarca     | Cristina di Sassonia      |  |  |       |  |  |          |  |  |           |  |
| Elisabetta di Anhalt-Zerbst  |   | Elisabetta di Danimarca     |                           |  |  |       |  |  |          |  |  |           |  |
|                              | … | …                           |                           |  |  |       |  |  |          |  |  |           |  |
|                              | … | …                           |                           |  |  |       |  |  |          |  |  |           |  |
|                              | … | …                           |                           |  |  |       |  |  |          |  |  |           |  |
| Wolfgang von Barby           | … |                             |                           |  |  |       |  |  |          |  |  |           |  |
|                              |   | …                           | …                         |  |  |       |  |  |          |  |  |           |  |
|                              |   | …                           | …                         |  |  |       |  |  |          |  |  |           |  |
|                              |   | …                           | …                         |  |  |       |  |  |          |  |  |           |  |
| Agnese di Barby              |   | …                           |                           |  |  |       |  |  |          |  |  |           |  |
|                              |   | …                           | …                         |  |  |       |  |  |          |  |  |           |  |
|                              |   | …                           | …                         |  |  |       |  |  |          |  |  |           |  |
|                              |   | …                           | …                         |  |  |       |  |  |          |  |  |           |  |
| …                            |   | …                           |                           |  |  |       |  |  |          |  |  |           |  |
|                              |   | …                           | …                         |  |  |       |  |  |          |  |  |           |  |
|                              |   | …                           | …                         |  |  |       |  |  |          |  |  |           |  |
|                              |   | …                           | …                         |  |  |       |  |  |          |  |  |           |  |
|                              |   | …                           |                           |  |  |       |  |  |          |  |  |           |  |